# Saint-Epvre
Saint-Epvre är en kommun i departementet Moselle i regionen Grand Est (tidigare regionen Lorraine) i nordöstra Frankrike. Kommunen ligger i kantonen Delme som tillhör arrondissementet Château-Salins. År 2022 hade Saint-Epvre 176 invånare.

## Befolkningsutveckling
Antalet invånare i kommunen Saint-Epvre
| Referens: INSEE |